# Poggio Talamonaccio
Poggio Talamonaccio è un promontorio situato in provincia di Grosseto, nel territorio comunale di Orbetello, a sud-est delle località di Fonteblanda e Talamone. Costituisce il limite sud-orientale del Golfo di Talamone.
Il promontorio, è costituito dal rilievo principale di Poggio Talamonaccio, che raggiunge i 106 metri s.l.m., la cui denominazione è stata estesa anche alla cima minore, ad esso collegata, che chiude a sud la spiaggia di Bengodi. Sulla vetta del promontorio sorge la Torre di Talamonaccio, torre costiera a cui è stata conferita la denominazione dal luogo in cui sorge. Le pendici meridionali del promontorio digradano verso l'ultimo tratto del torrente Osa, di cui ne delimitano di fatto l'argine settentrionale destro in prossimità della foce ad estuario, oltre la quale ha inizio la lunga spiaggia dell'Osa.
Il rilievo è caratterizzato prevalentemente da vegetazione arbustiva, tipica della macchia mediterranea e della gariga lungo il versante esposto verso il mare, mentre le sponde opposte in prossimità del fiume presentano elementi più rigogliosi.
Sul promontorio era ubicato in epoca etrusco-romana il primitivo insediamento di Talamone, dotato anche di un porto. Proprio in questa zona sorgeva l'antico tempio etrusco da cui proviene il celebre Frontone di Talamone.